# La Batuta
La Batuta es un bar ubicado en la plaza Ñuñoa en la ciudad de Santiago de Chile, orientado a las presentaciones de bandas en vivo, tanto chilenas como extranjeras.

## Historia
En 1985, en plena dictadura militar, los dueños de una típica casa ñuñoína, proyectaron construir un pequeño teatro y un café para complementar la incipiente actividad cultural de la zona en las inmediaciones de la Plaza Ñuñoa. En 1989, después de un breve funcionamiento como teatro, el local empezó a utilizarse para presentaciones de bandas en vivo, actividad ininterrumpida desde entonces.
Entre las bandas y artistas que han actuado en su escenario, destacan  Chico Trujillo, Fiskales Ad-Hok, La Ley, Los Tres, Fulano, Trikal, Los Bunkers, Lucybell, Babasónicos, Divididos, Luís Alberto Spinetta y Charly García.